# Sumberjati (Ambal)
Sumberjati is een bestuurslaag in het regentschap Kebumen van de provincie Midden-Java, Indonesië. Sumberjati telt 1649 inwoners (volkstelling 2010).